# 31 décembre 1954
Le vendredi 31 décembre 1954 est le 365e jour de l'année 1954.

## Naissances
- Alex Salmond, politicien britannique
- Alexandre Egorov, peintre et poète russo-suisse
- Christian Jourdan, coureur cycliste français
- Christian Rossi, dessinateur et scénariste de bandes dessinées
- Christine Scheiblich, rameuse allemande
- Dirk Pieters, personnalité politique belge
- Eric Schneiderman, personnalité politique américaine
- Farida Parveen, chanteuse bangladaise
- Georges Guiai Bi Poin, militaire ivoirien
- Georges Wivenes, avocat et homme politique luxembourgeois
- Gloria Akuffo, avocate et ministre ghanéenne
- Hermann Tilke, architecte allemand
- Ingibjörg Sólrún Gísladóttir, femme politique islandaise
- Irène Dubœuf, poète française
- Jean-Pierre Tempet, footballeur français
- Muhsin Yazıcıoğlu (mort le 25 mars 2009), homme politique turc
- Pedro Zarraluki, écrivain espagnol
- Pete Souza, photographe officiel de la Maison-Blanche
- Richard Muyej, personnalité politique congolais
- Stefano Madia (mort le 16 décembre 2004), journaliste et acteur italien
- Sylvie Bodorová, compositrice tchèque
- Terry Ruskowski, hockeyeur sur glace canadien
- Viyé Diba, peintre sénégalais contemporain

## Décès
- Eugène Znosko-Borovsky (né le 16 août 1884), maître d'échecs français
- George Parker Bidder (né le 21 mai 1863), biologiste britannique
- Peter van Anrooy (né le 13 octobre 1879), compositeur et chef d’orchestre néerlandais